# Yoon Deuk-yeo
Yoon Deuk-yeo (25 de março de 1961) é um ex-futebolista profissional e treinador coreano, que atuava como defensor.

## Carreira
Yoon Deuk-yeo fez parte do elenco da Seleção Coreana de Futebol da Copa do Mundo de 1990 
Atualmente treina a Seleção Coreana Feminina.